# Jean Vézian
Jean Vézian, né le 9 juillet 1914 à Toulouse et mort le 14 février 2012 à Toulouse, est un préhistorien français de l'Ariège,. Son nom est intimement lié à la grotte du Portel, située dans la propriété familiale, à Loubens, en Ariège (région Occitanie).

## Grotte du Portel
La grotte du Portel, à Loubens, présente des centaines de peintures et de gravures pariétales, datées de plus de 25 000 ans (Gravettien), que Jean Vézian a explorées et étudiées minutieusement pendant des années.
Propriété de la famille Vézian, la grotte avait été particulièrement étudiée par son père Joseph Vézian (1886-1958). Son fils Régis Vézian perpétue l'œuvre familiale.

## Outils paléolithiques de Villemagne
Le Musée Eburomagus - Maison de l'archéologie de Bram présente une série d'outils paléolithiques issus des prospections de Jean Vézian à Villemagne, qu'il a déposés de son vivant au Musée.

## Hommage
L'hommage du Laboratoire d'archéologie du Lauragais confirme la contribution de Jean Vézian en ces termes : « Il contribua à l'exploitation scientifique de ce site majeur de la préhistoire, où il accueillit les grands spécialistes de l'art pariétal comme André Leroi-Gourhan, Antonio Beltran et Jean Clottes, et en assura très efficacement la sauvegarde. Pendant près de quarante ans, il fouilla le site du Portel-Ouest, mettant en œuvre les méthodes, alors nouvelles, de la fouille stratigraphique. Ses travaux ariégeois portèrent également sur le site archéologique de La Tour d'Ope, à Saint-Jean-de-Verges dont il publia une monographie ».

## Publications
- Jean Vézian, « Le Portel : quelques précisions », dans Congrès préhistorique de France, comptes-rendus de la 21e sess. (Montauban-Cahors, 1979), Paris, Société préhistorique fr., 1983, p. 129-137
- Jean Vézian et Joseph Vézian, « Les gisements de la grotte de Saint-Jean-de-Verges (Ariège) », Gallia préhistoire, vol. 9, no 1,‎ 1966, p. 93-130 (ISSN 2109-9642, lire en ligne)
- A. Soutou et Joseph Vézian, « Mobilier d'une tombe à incinération de Mas-Saintes-Puelles (Aude) », Cahiers Ligures de Préhistoire et d'Archéologie, vol. 13, no 1,‎ 1964, p. 164-172 (ISSN 0575-108X)